# Eerste Kamerverkiezingen 1887 (II)
De Eerste Kamerverkiezingen 1887 waren tussentijdse Nederlandse verkiezingen voor de Eerste Kamer der Staten-Generaal. Zij vonden plaats op 9 september 1887.
De verkiezingen werden gehouden als gevolg van de ontbinding van de Eerste Kamer op 17 augustus 1887 nadat beide Kamers van de Staten-Generaal in eerste lezing een voorstel tot wijziging van de Grondwet aangenomen hadden. Om de grondwetswijziging definitief te maken was goedkeuring in tweede lezing vereist, na ontbinding van beide Kamers.
Bij deze verkiezingen kozen de leden van Provinciale Staten - die bij de Statenverkiezingen in mei 1886 gekozen waren - in elf kiesgroepen naar provincie 39 nieuwe leden.
De uitslag van de verkiezingen was als volgt:
| Groepering/partij          | Zetels | Zetels | Zetels | Zetelverdeling naar provincie | Zetelverdeling naar provincie | Zetelverdeling naar provincie | Zetelverdeling naar provincie | Zetelverdeling naar provincie | Zetelverdeling naar provincie | Zetelverdeling naar provincie | Zetelverdeling naar provincie | Zetelverdeling naar provincie | Zetelverdeling naar provincie | Zetelverdeling naar provincie |
| Groepering/partij          | 1884   | 1887   | +/−    | Gr                            | F                             | D                             | O                             | Ge                            | U                             | NH                            | ZH                            | Z                             | NB                            | L                             |
| -------------------------- | ------ | ------ | ------ | ----------------------------- | ----------------------------- | ----------------------------- | ----------------------------- | ----------------------------- | ----------------------------- | ----------------------------- | ----------------------------- | ----------------------------- | ----------------------------- | ----------------------------- |
| Liberale Unie              | 25     | 26     | +1     | 2                             | 3                             | 1                             | 3                             | 3                             |                               | 5                             | 7                             | 2                             |                               |                               |
| katholieken                | 8      | 9      | +1     |                               |                               |                               |                               |                               | 1                             |                               |                               |                               | 5                             | 3                             |
| conservatieven             | 1      | 2      | +1     |                               |                               |                               |                               | 2                             |                               |                               |                               |                               |                               |                               |
| gematigde liberalen        | 2      | 1      | −1     |                               |                               |                               |                               |                               |                               | 1                             |                               |                               |                               |                               |
| Anti-Revolutionaire Partij | 0/1    | 1      | 0      |                               |                               |                               |                               |                               | 1                             |                               |                               |                               |                               |                               |
| conservatief-protestanten  | 1/0    | 0      | 0      |                               |                               |                               |                               |                               |                               |                               |                               |                               |                               |                               |
| conservatief-liberalen     | 2      | 0      | −2     |                               |                               |                               |                               |                               |                               |                               |                               |                               |                               |                               |
| totaal                     | 39     | 39     | 0      | 2                             | 3                             | 1                             | 3                             | 5                             | 2                             | 6                             | 7                             | 2                             | 5                             | 3                             |

## Gekozenen
Bij deze verkiezingen waren alle 39 leden aftredend, van wie 36 herkozen werden. De stemmingen voor de overige vacatures hadden de volgende resultaten:
- Door Provinciale Staten van Gelderland werd Willem van Pallandt van Waardenburg (conservatieven) gekozen die de aftredende afgevaardigde Frederik van Pallandt van Keppel (conservatief-liberalen) versloeg met 31 tegen 29 stemmen.
- Door Provinciale Staten van Utrecht werd Leo van Nispen tot Sevenaer (katholieken) gekozen die de aftredende afgevaardigde Joan Huydecoper van Maarsseveen (gematigde liberalen) versloeg met 23 tegen 16 stemmen.
- Door Provinciale Staten van Noord-Holland was in eerste instantie Jan Rutgers van Rozenburg (vrije liberalen) gekozen die de aftredende afgevaardigde Menso Pijnappel (conservatief-liberalen) versloeg met 35 tegen 28 stemmen. Rutgers van Rozenburg besloot staande de vergadering zijn benoeming niet te aanvaarden. In een tweede stemming werd Pijnappel gekozen, die op 10 september 1887 meedeelde zijn benoeming niet te aanvaarden vanwege de bijzondere omstandigheden waaronder de verkiezing had plaatsgevonden.[6] Op 22 september 1887 werd Cornelis Donker (liberalen) gekozen tot lid van de Eerste Kamer.

De zittingsperiode van de Eerste Kamer ging in op 19 september 1887. De zittingstermijn van de gekozen Kamerleden bedroeg negen jaar.
*1850 · 1853 · 1856 · 1859 · 1862 · 1865 · 1868 · 1871 · 1874 · 1877 · 1880 · 1883 · *1884 · 1887 (I) · *1887 (II) · *1888 · 1890 · 1893 · 1896 · 1899 · 1902 · *1904 · 1907 · 1910 · 1913 · 1916 · *1917 · 1919 · *1922 · *1923 · 1926 · 1929 · 1932 · 1935 · *1937 · *1946 · *1948 · 1951 · *1952 · 1955 · *1956 (I) · *1956 (II) · 1960 · *1963 · 1966 · 1969 · *1971 · 1974 · 1977 · 1980 · *1981 · *1983 · *1986 · 1987 · 1991 · 1995 · 1999 · 2003 · 2007 · 2011 · 2015 · 2019 · 2023

* algemene verkiezingen in verband met vervroegde ontbinding van de Eerste Kamer

vanaf 1987 bedraagt de vaste zittingstermijn van de Eerste Kamer vier jaar